# Mae West (Monaco di Baviera)
Il Mae West è una scultura architettonica dell'artista Rita McBride.

## Descrizione

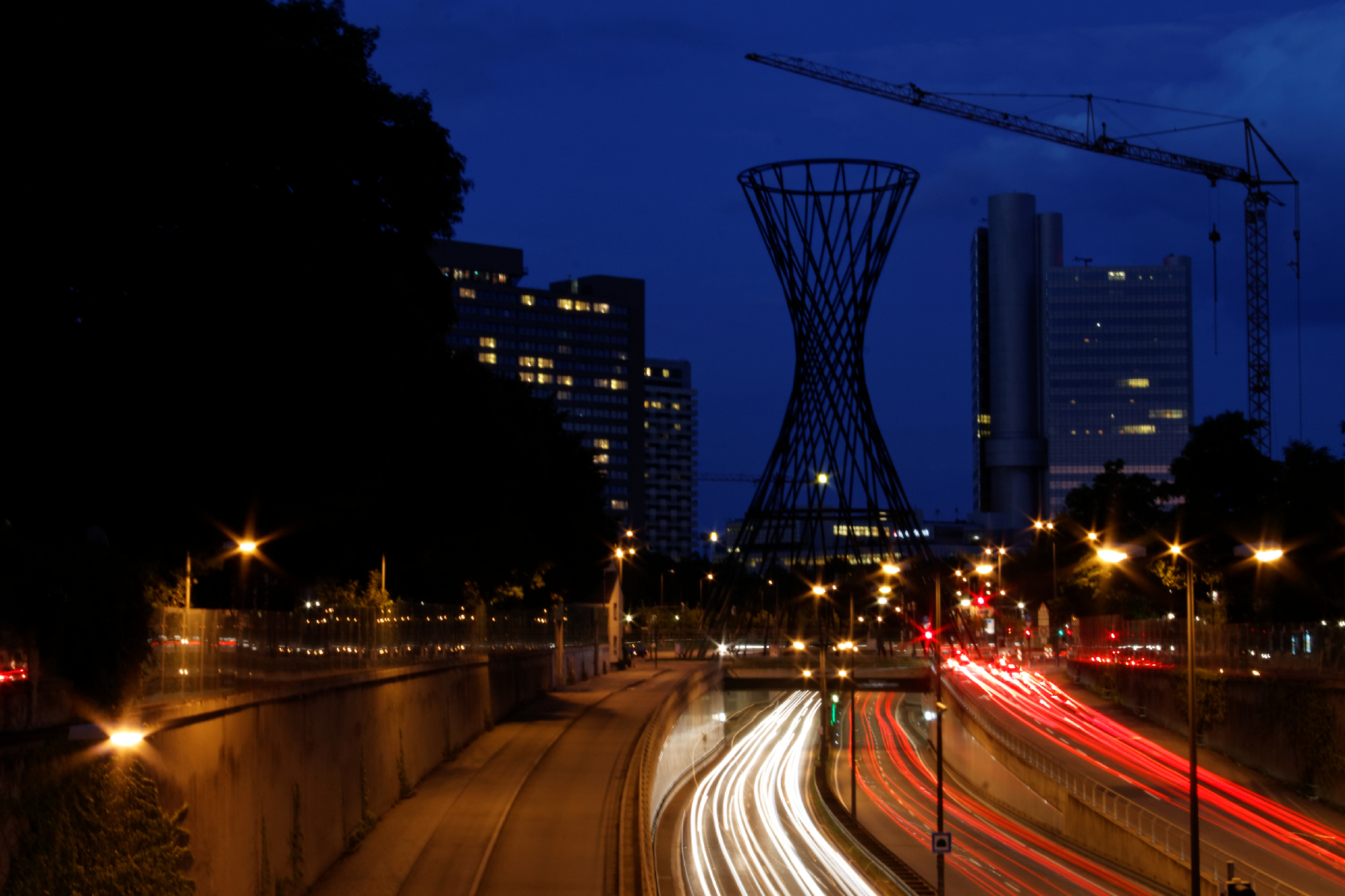
Mae West di notte

La scultura si trova a Monaco di Baviera nella piazza Effner. L'opera d'arte porta il nome della famosa attrice statunitense Mae West, omaggiando la sua forma corporea. La scultura è alta 52 metri ed è stata realizzata con l'ausilio di 32 tubi.
Il peso è di 150 tonnellate ed è posizionato sopra un tunnel il cui soffitto ha uno spessore di soli 1,5 metri. È stato progettato nel 2002 e la sua costruzione è iniziata nell'ottobre 2010. L'inaugurazione è avvenuta nel febbraio 2011. Dal dicembre 2011, la linea tramviari di Monaco attraversa la scultura passando attraverso la struttura di tubi. Il costo dell'opera ammonta a una cifra di poco superiore ai 1,5 milioni di euro.

## Galleria d'immagini della costruzione

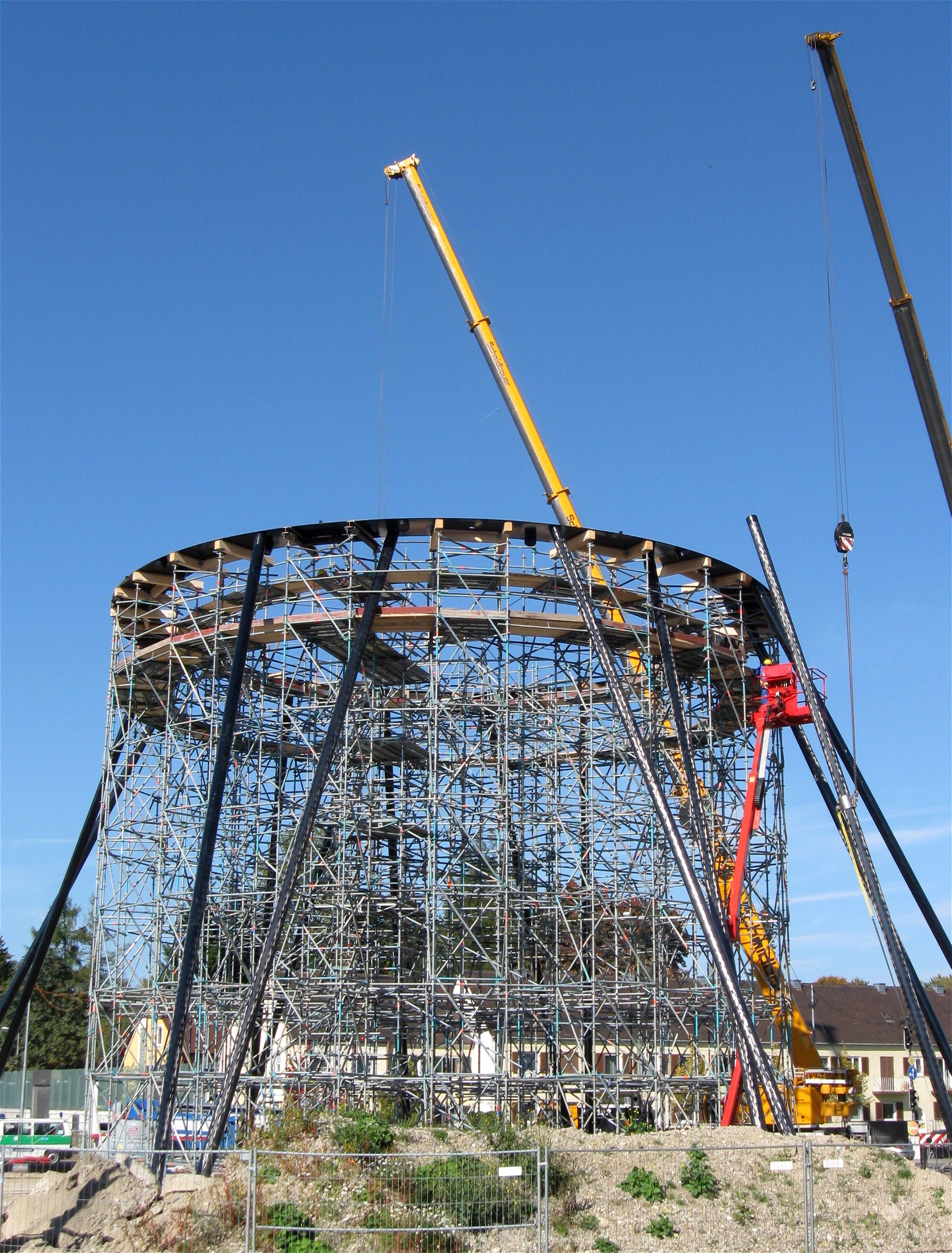
9.10.2010
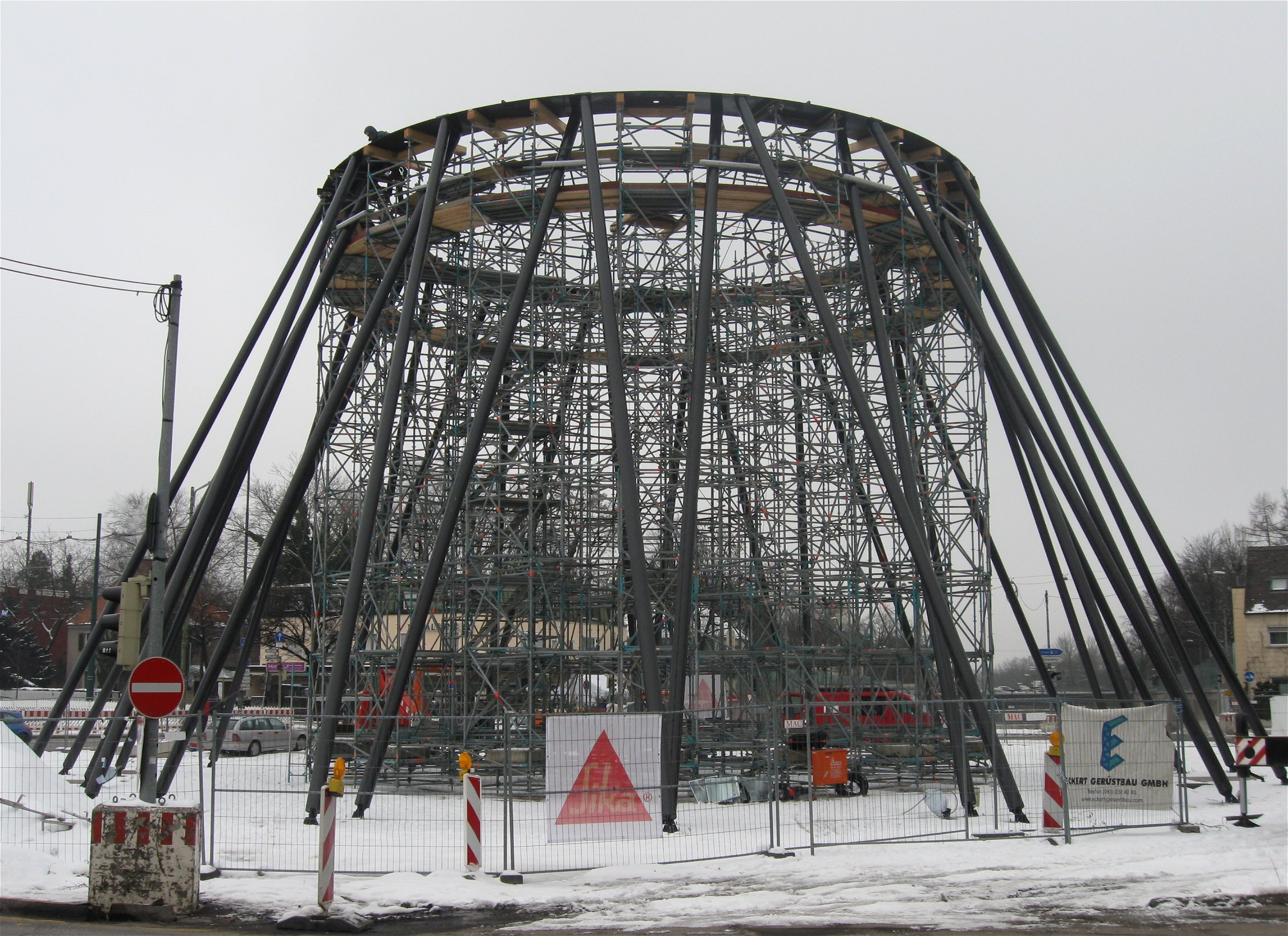
29.1.2011
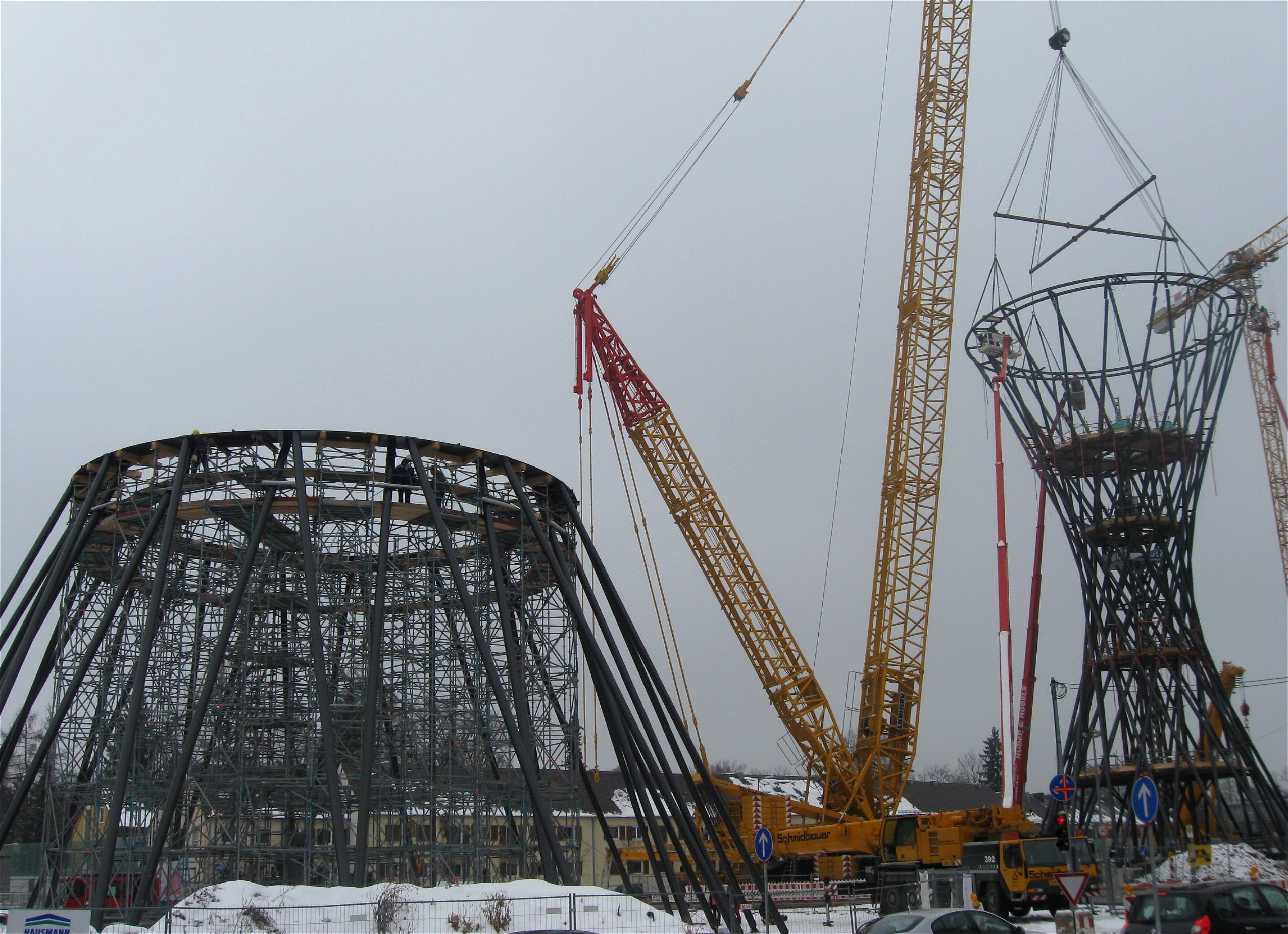
29.1.2011
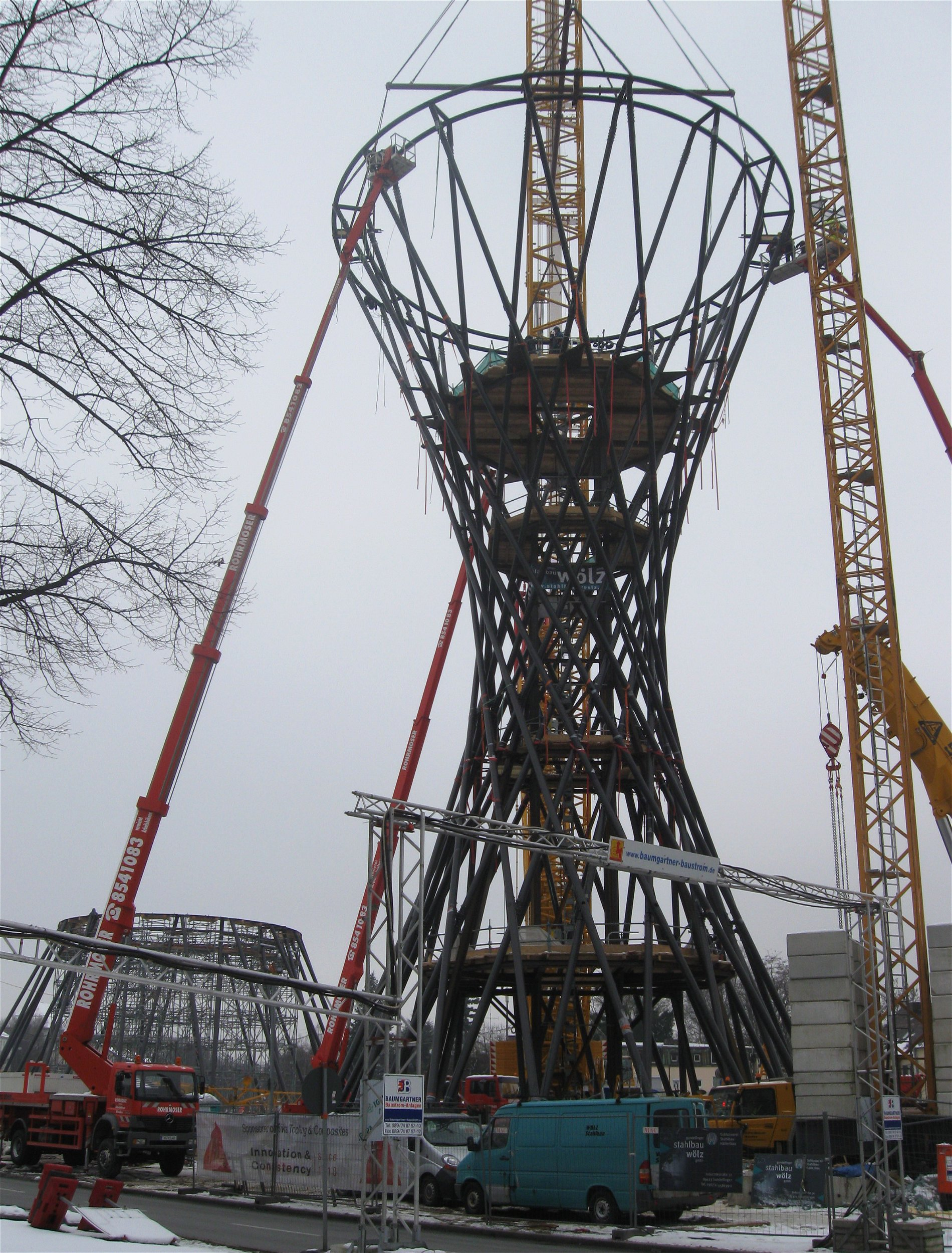
30.1.2011
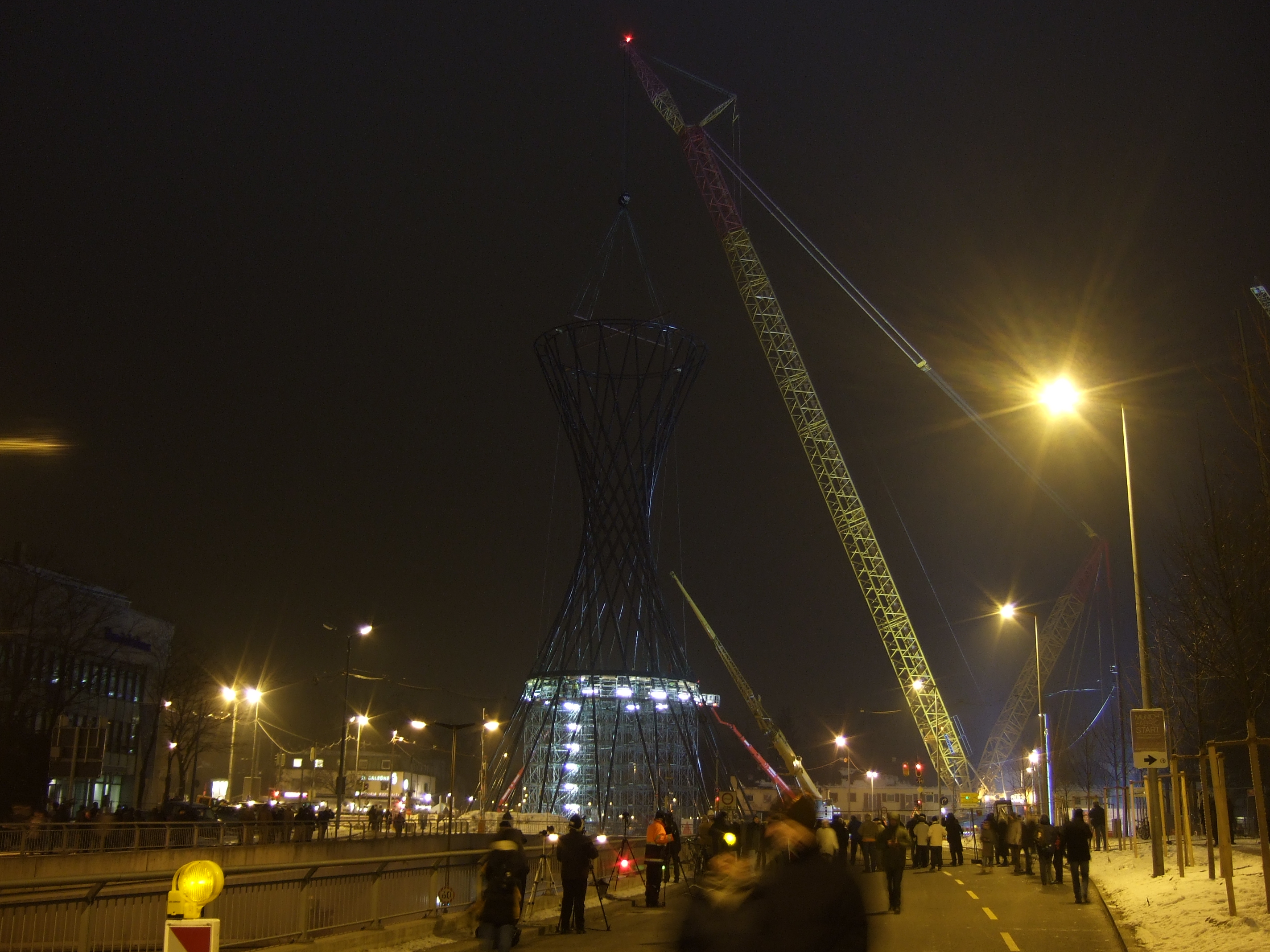
30.1.2011
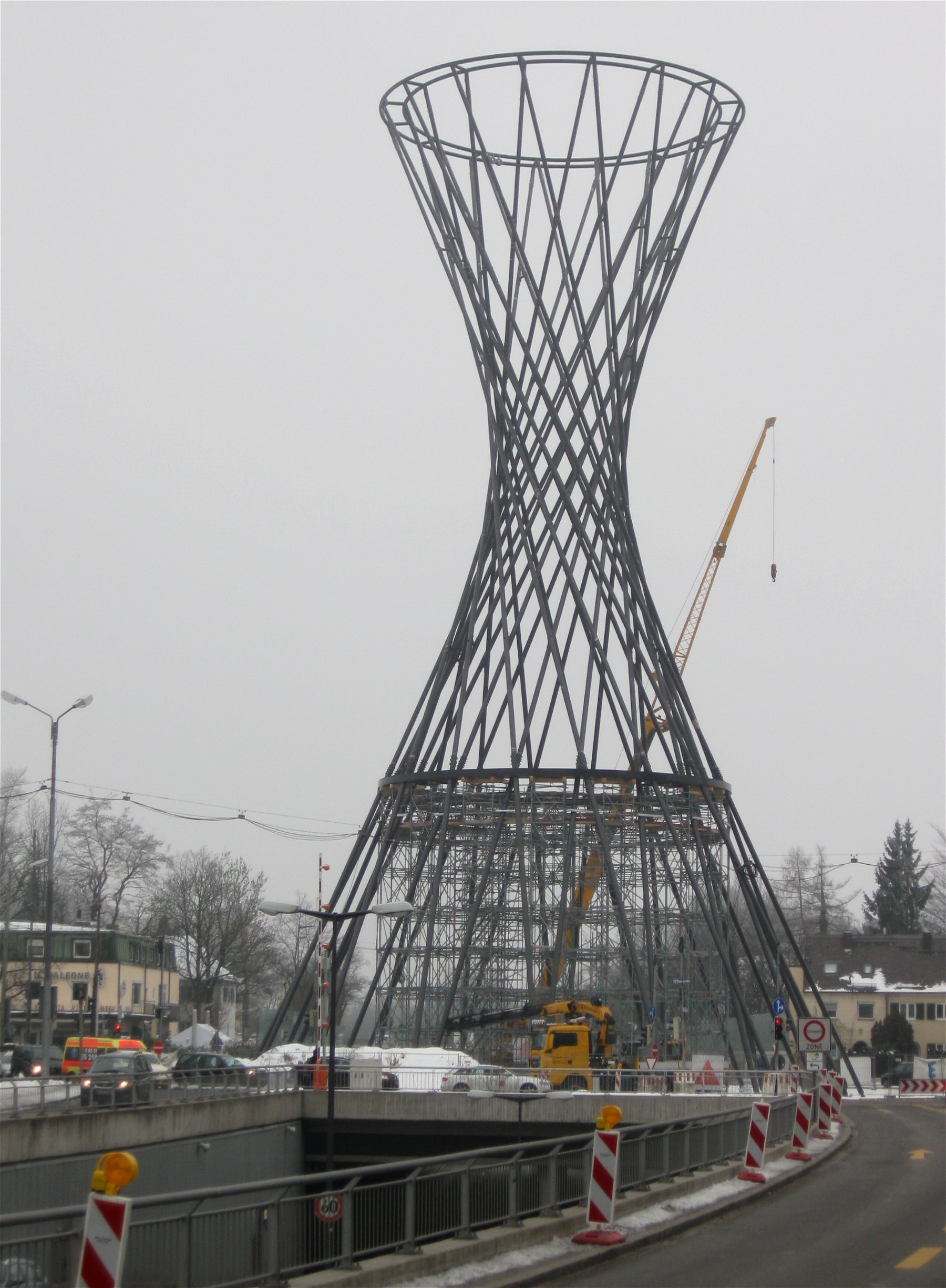
31.1.2011